# Brasilsat B1
O Brasilsat B1 foi um Satélite de comunicação geoestacionário brasileiro pertencente a família Brasilsat, construído pela Hughes, na maior parte de sua vida útil ele esteve localizado na posição orbital de 70 graus de longitude oeste e era operado pela Star One (atual Embratel Star One), uma empresa subsidiária da Embratel. Possuindo polarização linear e a capacidade de 29 transponders 28 em banda C e um em banda X. O satélite foi baseado na plataforma HS-376W e sua expectativa de vida útil era de 12 anos. O dispositivo saiu de serviço em dezembro de 2010 e foi transferido para a órbita cemitério.

## Principais características
- Posição orbital: 68,0º W
- Cobertura: Brasil
- Nº. de transponders: 28
- Frequência: (Banda C Banda de subida 5 850 até 6 425 MHz, e banda de descida de 3 625 até 4 200 MHz com polarização do sinal linear).
- Data de lançamento: 10 de Agosto de 1994
- Fabricante (Modelo): Hughes (HS 376 W)
- Local de lançamento/Veículo lançador: Arianespace / Ariane 44 LP
- Previsão de operação do satélite: 1994-2006 - 12 anos

## História
Ele fez parte da segunda geração de satélites controlados pelo Brasil, construído entre Estados Unidos e o Brasil. Era um satélite de grande tamanho, mais poderoso que a geração anterior. O modelo HS-376W (HS 376 wide) contou apenas com quatro satélites, os da série Brasilsat B. Além do maior tamanho, este modelo operava com combustível bipropelente, o que permitia economia de combustível durante as manobras feitas durante a missão de lançamento.
A empresa Boeing Company contratou a aquisição de três satélites da então Hughes Electronics Corporation. Como parte do contrato, a Hughes dividiria parte do trabalho com a firma Promon Engenharia de São Paulo. O Instituto Nacional de Pesquisa Espacial (INPE), de São José dos Campos, foi o local de testes dos satélites Brasilsat B1 e B2. Os satélites Brasilsat B3 e B4 foram testadas nos laboratórios da Hughes.
O contrato também incluía a renovação dos equipamentos de sensoriamentos e de telemetria do Centro de Rastreamento de Satélites de Guaratiba, região do estado do Rio de Janeiro, além da automação e da instalação de equipamentos de segurança na Estação de Controle de Tanguá.
O satélite operou na longitude de 70,0 graus oeste, antes ocupada pelo Brasilsat A2.
O Brasilsat B1 foi o primeiro satélite lançado da segunda geração de satélites de comunicações do Brasil. A nova série de satélites chamados de Brasilsat B. A antiga empresa estatal brasileira Embratel, hoje privatizada, assinou um contrato em agosto de 1990 para a construção dos dois primeiros satélites da série, o Brasilsat B1 e o Brasilsat B2. Em dezembro de 1995, com os novos satélites em órbita e não conseguindo dar conta da demanda de clientes, a Embratel decidiu lançar um terceiro satélite, o Brasilsat B3. O quarto e último satélite da série, o Brasilsat B4, foi ordenado em junho de 1998. O Brasilsat B1 foi operado diretamente pela Embratel até no final de 2000, quando foi criada a Star One uma então subsidiária da mesma, que foi destinada a administração da antiga frota de satélites da Embratel.
Após o satélite ter sido lançado em agosto de 1994, o mesmo foi colocado na posição orbital de 70 graus de longitude oeste, onde ele permaneceu até o mês de fevereiro de 2007, quando foi movido em maio de 2007 para 75 graus oeste em órbita inclinada, local em que o mesmo permaneceu até julho de 2008, quando foi transferido para 68 graus oeste em órbita inclinada, o Brasilsat B1 permaneceu nesta posição até 2 de dezembro de 2010 quando saiu de serviço e foi enviado para a órbita cemitério.
O seu substituto na posição orbital de 70 graus oeste para continuar com as transmissões de rádio, televisão e serviços de dados, foi o satélite Brasilsat B4 que foi transferido provisoriamente para a posição orbital de 70 graus oeste em fevereiro de 2007, após o fim da vida útil do Brasilsat B1, local onde o B4 ficou até em junho de 2008 quando o mesmo foi substituído nesta posição orbital pelo Star One C2, que foi lançado em 2008, e está cobrindo o Brasil, um dos países da América Latina.

## Lançamento
O satélite foi lançado com sucesso ao espaço no dia 10 de agosto de 1994, por meio de um veículo Ariane-44LP H10+ a partir do Centro Espacial de Kourou, na Guiana Francesa, juntamente com o satélite Turksat 1B. Ele tinha uma massa de lançamento de 1 757 kg.

## Capacidade e cobertura
O Brasilsat B1 era equipado com 28 transponders em banda C e um em banda X para prestar serviços de telecomunicações para o Brasil.

## Propulsão
Os satélites da série HS-376 tem um motor de combustível sólido para fazer a transferência entre a órbita de transferência de Hohmann e a órbita geoestacionária, e executam as demais manobras orbitais utilizando hidrazina. No caso da série HS-376W, os 4 tanques de hidrazina são substituídos por 2 tanques de tetróxido de nitrogênio e 2 tanques de metil hidrazina. Este combustível é utilizado tanto para a transferência entre a órbita de transferência de Hohmann e a órbita geoestacionária quanto para as manobras orbitais. Assim, um bom planejamento das manobras de transferência permite economia de combustível, aumentando a vida do satélite.